# Českobudějovický kraj
Českobudějovický kraj byl správní celek v Československu, který existoval v letech 1948–1960. Do určité míry se kryl s územím moderního Jihočeského kraje. Centrem kraje byly České Budějovice. Kraj měl rozlohu 8 993 km².

## Historický vývoj
Vznikl v jižních Čechách dne 24. prosince 1948 na základě zákona o krajském zřízení, podle kterého bylo k 31. prosinci 1948 zrušeno zemské zřízení. Krajský národní výbor byl zřízen k 1. lednu 1949.
Dne 1. července 1960 byl na základě zákona o územním členění státu (č. 36/1960 Sb.), Českobudějovický kraj zrušen, většina jeho území začleněna do nově vytvořeného Jihočeského kraje, okrajové části se staly součástí krajů Středočeského a Západočeského. Od roku 2000 náleží většina území někdejšího Českobudějovického kraje k samosprávnému Jihočeskému kraji, okrajová území jsou součástí samosprávných krajů Plzeňského a Středočeského.

## Geografie
Vedle jihu Čech zahrnoval moravská katastrální území Česká Olešná, Palupín a Popelín. Na západě kraj sousedil s Plzeňským krajem, na severu s Pražským krajem, na východě s Jihlavským krajem, na jihovýchodě s rakouskou spolkovou zemí Dolní Rakousko, na jihu s rakouskou spolkovou zemí Horní Rakousko, a na jihozápadě s německou spolkovou zemí Svobodný stát Bavorsko.

## Administrativní členění
Kraj se členil na 15 okresů: České Budějovice, Český Krumlov, Jindřichův Hradec, Kaplice, Milevsko, Písek, Prachatice, Soběslav, Strakonice, Tábor, Trhové Sviny, Třeboň, Týn nad Vltavou, Vimperk a Vodňany.